# Ki Po-pe
Ki Po-pe (hangŭl: 기보배; * 20. února 1988, Anjang) je jihokorejská lukostřelkyně a dvojnásobná olympijská vítězka ze soutěže jednotlivkyň a družstev na Hrách XXX. letní olympiády 2012 v Londýně.

## Olympijská účast
Na Letních olympijských hrách 2012 v Londýně získala 2. srpna zlatou medaili jednotlivkyň poté, co do vyřazovacích bojů postoupila jako první nasazená s nejvyšším nástřelem 671 bodů v kvalifikaci. Ve finále porazila těsně Mexičanku Aídu Románovou. Po vyrovnaném stavu setů 5:5 rozhodl jediný šíp, kterým zasáhla terč blíže středu a v rozstřelu zvítězila 6:5. Jednalo se o sedmou individuální zlatou medaili žen pro Jižní Koreu na olympijských hrách od znovuzařazení lukostřelby na LOH 1972 v Mnichově.
29. července získala spolu se dvěma krajankami I Song-čin a Čche Hjon-ču zlatou medaili v soutěži družstev po finálové výhře na Čínskou lidovou republikou v poměru 210:209. Od prvního turnaje týmů na LOH 1988 v Soulu, tak Jihokorejky potvrdily dominanci, když vyhrály všechny olympijské soutěže.